# Krakusen

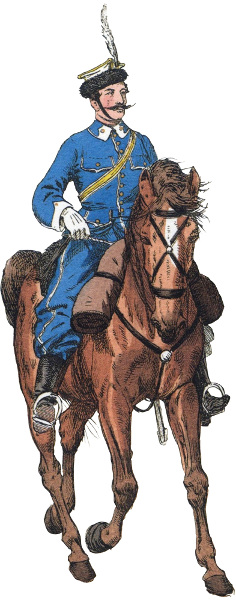
Krakusischer Reiter

Die Krakusen waren Reiterregimenter der österreichisch-ungarischen Armee, die während des polnischen Novemberaufstands 1830 aus Freiwilligen in den einzelnen Wojwodschaften gebildet wurden.
Die Krakusen wurden später der Linie beigefügt. Ihre Mannschaftsstärke belief sich auf etwa 8.000 Mann. Auch während der Russlandfeldzugs 1812 gab es bereits Krakusen, diese waren jedoch nach Art der Kosaken mit Lanzen bewaffnet. Sie bestanden meist aus geborenen Bewohnern von Krakau, daher der Name.